# Hovamyia armillata
Hovamyia armillata är en tvåvingeart som först beskrevs av Günther Enderlein 1912.  Hovamyia armillata ingår i släktet Hovamyia och familjen småharkrankar. Inga underarter finns listade i Catalogue of Life.